# Chi era quella signora?
Chi era quella signora? (Who Was That Lady?) è un film del 1960 diretto da George Sidney.

## Trama
David, assistente di chimica della Columbia University di New York, viene sorpreso da sua moglie mentre bacia una ragazza e ora rischia il divorzio. Disperato, per placare la gelosia della moglie, chiede aiuto all'amico Mike e questi gli offre subito una via d'uscita: basterà far credere alla moglie di essere un agente segreto. Lei ci crede, ma l'arrivo di vere spie, dell'FBI e straniere, metterà l'uomo nei guai.